# إدارة كورتيس
إدارة كورتيس (بالإنجليزية: Cortés Department)‏ هي إداراة في هندوراس، تتبع هندوراس، بلغ عدد سكانها 1562394 نسمة، في 2013، عاصمتها سان بيدرو سولا، تبلغ مساحتها 3954.0 كيلومتر مربع.